# Ivan Spassov
Ivan Spassov (født 17. januar 1934 i Sofia, Bulgarien - død 22. december 1996) var en bulgarsk komponist, professor, dirigent, rektor og underviser.
Spassov studerede komposition og direktion på Det Statslige Musikkonservatorium i Sofia hos Pancho Vladigerov og Georgi Dimitrov, og fortsatte sine kompositions studier hos bl.a. Kazimierz Sikorski på Musikkonservatoriet i Warsawa. Han dirigerede mange symfoniorkestre i Bulgarien og Verden over. Spassov skrev fire symfonier, orkesterværker, fire koncerter, kammermusik, vokalmusik, korværker, scenemusik etc. Han var rektor og professor i komposition på Universitetet for Musik og Dansekunst i Sofia. Spassov komponerede i moderne klassisk stil, og hørte til de betydningsfulde komponister i Bulgarien i det 20. århundrede.

## Udvalgte værker
- Symfoni nr. 1 (1962) - for orkester
- Symfoni nr. 2 (1975) - for orkester
- Symfoni nr. 3 (1978) - for strygeorkester og tredobbelte blæsere
- Symfoni nr. 4 (1981) - for baryton og orkester
- Cellokoncert nr. 1 (1974) - for cello og orkester
- Cellokoncert nr. 2 (1984) - for cello og orkester
- Klaverkoncert (1976) - for klaver og orkester
- Violinkoncert (1980) - for violin og orkester
- Forår er her (1982) - for kor
- Triptykon (1987) - for kor